# Kanegem
Kanegem is een dorp in de Belgische provincie West-Vlaanderen en een deelgemeente van stad Tielt. Het dorp ligt in het oosten van de provincie, tegen de grens met Oost-Vlaanderen. Het is een landelijk dorp met ruim 1000 inwoners. Het draagt de bijnaam "Bloemendorp" of ook "Groen Dorp". Kanegem was een zelfstandige gemeente tot aan de gemeentelijke herindeling van 1977.

## Demografische ontwikkeling
- Bronnen:NIS, Opm:1831 tot en met 1970=volkstellingen; 1976 = inwoneraantal op 31 december

## Bezienswaardigheden
- De neobarokke Sint-Bavokerk wordt ook wel "De kathedraal van te lande" genoemd.
- De Mevrouwmolen (Vrouwenmolen) uit midden 19e eeuw, zo genoemd naar zijn sierlijke vorm.
- Het beeld van Briek Schotte, de 'laatste Flandrien' of 'IJzeren Briek' (een wielrenner) staat in het dorpscentrum bij de kerk van Kanegem. Het beeld werd vervaardigd door Jef Claerhout.

## Natuur en landschap
Kanegem ligt in Zandlemig Vlaanderen, op het Plateau van Tielt. De hoogte bedraagt 12-37 meter. Kanegem ligt op de cuesta die van Aarsele naar Koolskamp verloopt. Van de beken, die ingesneden zijn in de cuestarug, kan de Reigerbeek worden genoemd, die uitmondt in de Poekebeek.

## Folklore
"Ik kom van Kanegem en ik weet van niets." Men gebruikt deze zin om te zeggen dat iemand van niets weet. De volkswijsheid komt van Jan Vleminck, een konijnenhandelaar uit Tielt, die in 1402 in Kanegem een hevige storm moest trotseren. Hij was zo vermoeid dat hij zelfs spoken in het bos zag. Uiteindelijk viel hij in slaap. Diezelfde nacht werd er in Kanegem een pastoor vermoord. ‘s Morgens werd Vleminck met een bebloed mes in zijn zak gevonden. Hij werd daarop beschuldigd van moord op de pastoor. Maar hij antwoordde op de beschuldigingen dat hij van niets wist, omdat hij van Kanegem kwam. Hij bedoelde daarmee dat Kanegem de laatste gemeente was die hij gepasseerd was. Uiteindelijk werd Jan Vleminck ter dood veroordeeld maar bleef zijn onschuld uitroepen. Net voor zijn executie zei hij nogmaals dat hij van Kanegem was.

## Burgemeesters
- Alfons Sierens[2]
- 1923-1936: Jozef Van Ryckeghem
- 1965-1977: André Vanoverbeke

## Bekende personen
Volgende (bekende) personen werden geboren in Kanegem of woonden er:
- Godfried Kardinaal Danneels, voormalig Belgisch aartsbisschop
- August Vandekerkhove, auteur
- Briek Schotte, de beroemde Vlaamse wielrenner die zijn gloriejaren kende in de jaren veertig en vijftig. Een beeld van hem door Jef Claerhout staat in het dorpscentrum bij de kerk.

## Galerij

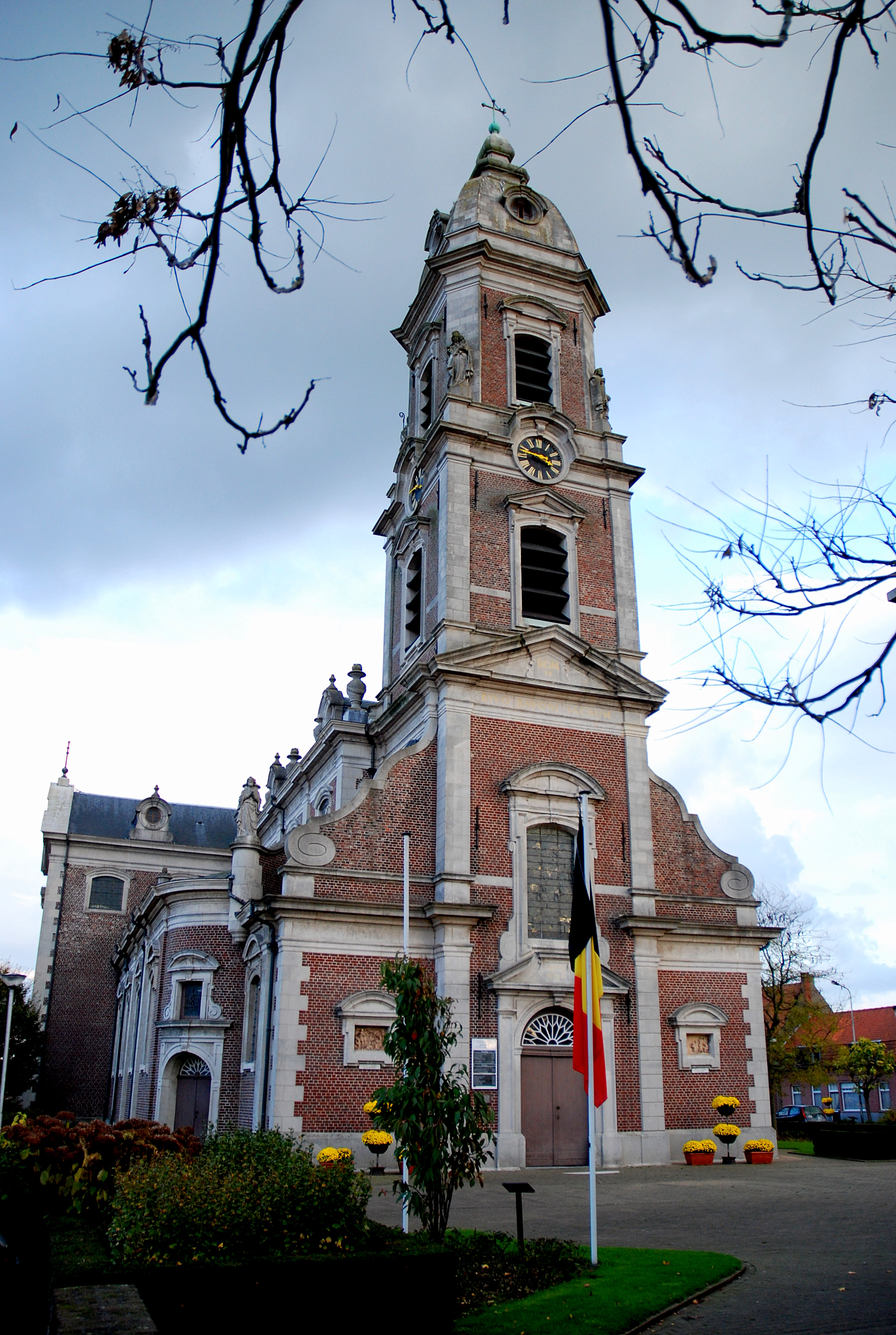
De Sint-Bavokerk
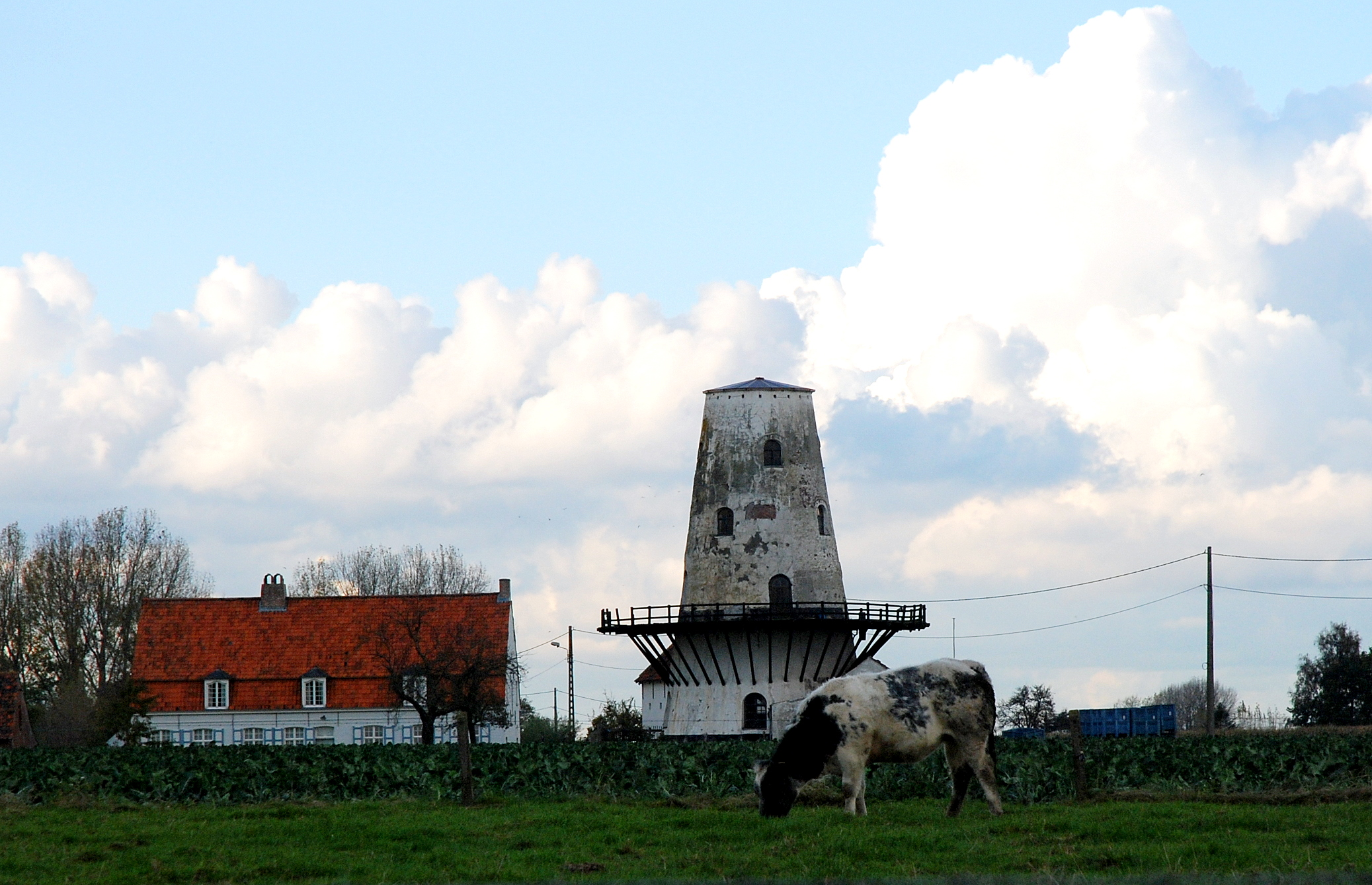
De Mevrouwmolen
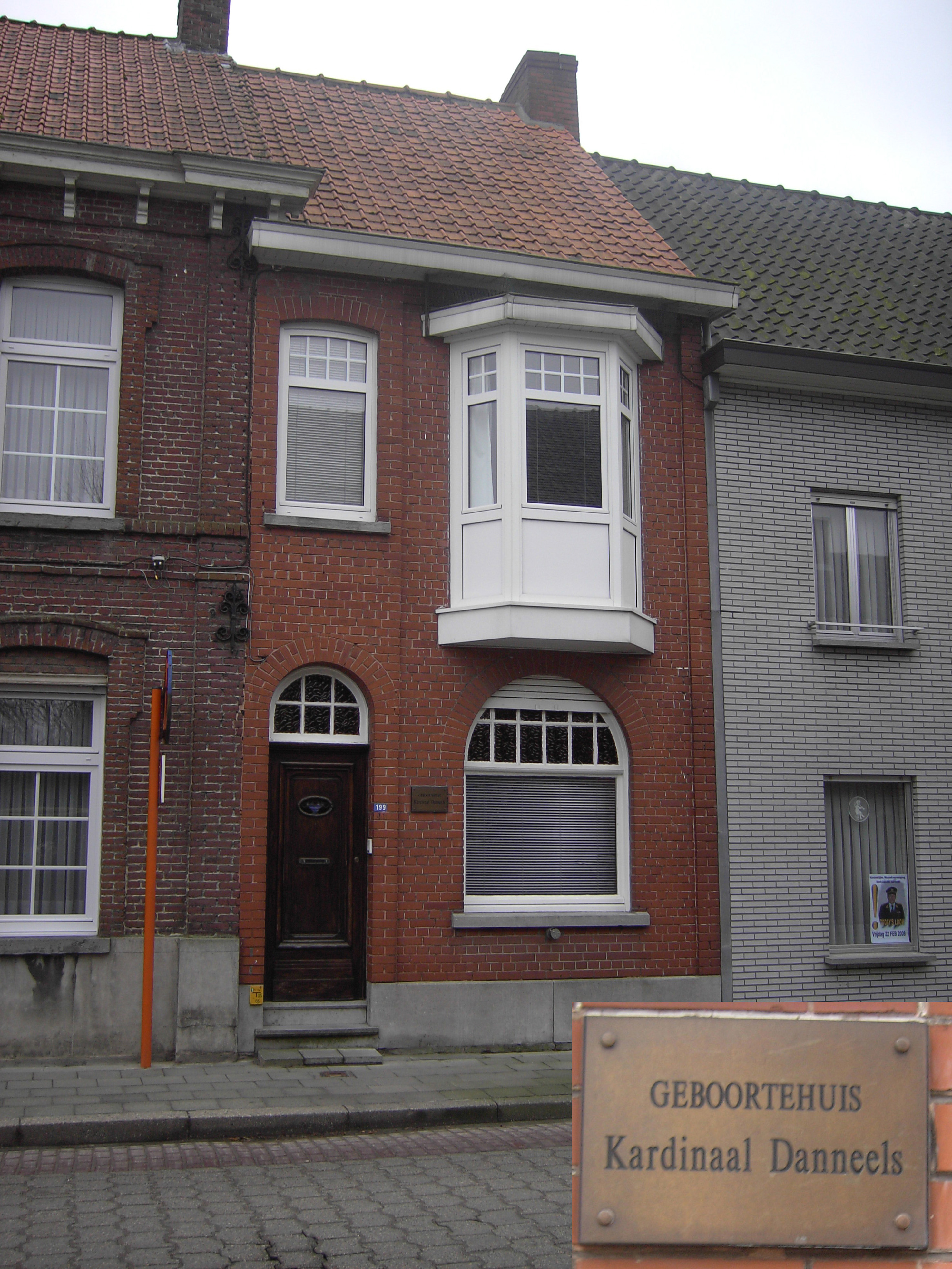
Geboortehuis van kardinaal Danneels

## Nabijgelegen kernen
Aarsele, Poeke, Ruiselede, Tielt.